# Maria Gladys
Maria Gladys Mello da Silva (Rio de Janeiro, 23 de novembro de 1939) é uma atriz brasileira. É considerada uma das musas do cinema marginal, tendo atuado em várias obras do cineasta Júlio Bressane.
É a avó materna da também atriz Mia Goth.

## Biografia
Terceira filha de Rachel depois de dois partos mal sucedidos, no qual as crianças não sobreviveram, Maria Gladys nasceu em Cachambi, bairro do subúrbio do Rio de Janeiro. Aos três anos de idade teve paralisia infantil e, aos quinze, engravidou. Mudou-se com a família para o Grajaú, onde nasceu seu primeiro filho, Glayson, cujo pai não demorou a sumir no mundo. Na nova vizinhança, Gladys conheceu Erasmo Carlos, Carlos Imperial, Tim Maia e Roberto Carlos, com quem começou a namorar. Foi nessa época que Gladys tornou-se uma das bailarinas oficiais do programa televisivo Clube do Rock, organizado por Carlos Imperial.

## Carreira
No final da década de 1950, Maria Gladys resolveu fazer teatro e mudou-se com a família para Copacabana, na zona sul do Rio. Em 1959, ela estreou com a peça O Mambembe de Arthur Azevedo, no Teatro Municipal, ao lado de Fernanda Montenegro, Fernando Torres, Sérgio Britto e Ítalo Rossi. Nessa mesma época, enquanto estudava para ser atriz, Gladys passou a fazer parte da companhia Teatro Jovem. No cartaz de divulgação da peça O Chão dos Penitentes, apareceu com os seios nus, sendo considerada a primeira atriz séria a mostrar o corpo. Em 1962, protagonizou a peça Sétimo Céu, montada por seu amigo Domingos de Oliveira.
Mais tarde, Gladys morou com Betty Faria e dividiu uma casa no Vidigal com Leila Diniz. Sua mãe havia falecido e seu pai voltado para o subúrbio para criar o neto. Nessa época, em 1964, ela participou do filme Os Fuzis, de Ruy Guerra, o qual ganhou o Urso de Prata em Berlim na categoria direção e foi indicado ao Urso de Ouro.
Na TV participou de importantes trabalhos como em Brilhante, Bandidos da Falange, As Noivas de Copacabana, Hilda Furacão, Um Anjo Caiu do Céu,  Negócio da China, A Lua Me Disse e Aquele Beijo, com um de seus personagens mais emblemáticos sendo a Lucimar da Silva em Vale Tudo. Nos anos 2000 fez a empregada Cida no filme Se Eu Fosse Você e sua continuação.
Em 2016 foi a Dra. Elizabeth Tacanha na série Pé na Cova da TV Globo. Seu último trabalho como atriz foi o filme Me Tira da Mira, de 2022.

## Vida pessoal
Tem três filhos, Maria Thereza (nascida quando Gladys ainda era adolescente), Glayson, e Rachel. A caçula se mudou para o Reino Unido, onde se casou com um canadense e teve a filha Mia Goth, que também virou atriz.
Em 2014, um grupo de amigos de Maria Gladys iniciaram uma campanha para pagar a aposentadoria no INSS. Comentando sobre o motivo da falta do pagamento, declarou que, "nunca pensei em pagar aposentadoria, achava que ia morrer antes, que não viveria até os 70 anos. Fiquei arrasada com essa história".
Em 2023, Maria Gladys passou a ser mencionada em memes nas redes sociais após ser citada em uma entrevista por Mia Goth à Cultured Magazine: "Tem de ser minha 'vovó', minha avó brasileira, que também é atriz no Brasil. Ela tem uma vida incrível, passou por muita coisa e sempre me encorajou a expandir meu universo ao máximo. Acho ela incrível." No ano seguinte, Gladys estrelou una campanha publicitária do dia das avós para a L'Occitane en Provence (Brasil).
Em entrevista ao jornal O Globo em 2024, Maria Gladys disse que é "hippie", a favor e usuária da maconha.
Em entrevista ao Domingo Espetacular na Record TV em 20 de abril de 2025, Maria Gladys disse que gasta mais do que tem. A resposta veio após uma série de artigos na imprensa reportando sua vida em uma constante crise financeira. Gladys havia se mudado para Santa Rita de Jacutinga e não tinha dinheiro para voltar para Volta Redonda, onde o resto da família morava.
Em outra entrevista, um dos filhos de Maria Gladys, Gleyson Gadys disse que a atriz gastou herança e recusou ajuda do Retiro dos Artistas.

## Filmografia

### Cinema
| Ano  | Título                                         | Personagem             | Notas                     |
| ---- | ---------------------------------------------- | ---------------------- | ------------------------- |
| 1961 | Por um Céu de Liberdade                        | Enfermeira             |                           |
| 1963 | Bonitinha, mas Ordinária                       | Dinorá, irmã de Rita   |                           |
| 1964 | Os Fuzis                                       | Luísa                  |                           |
| 1965 | Canalha em Crise                               | —                      |                           |
| 1966 | Um Diamante e Cinco Balas                      | Flôr                   |                           |
| 1966 | Todas as Mulheres do Mundo                     | Glorinha               |                           |
| 1968 | Copacabana Me Engana                           | Currada da Barra       |                           |
| 1968 | Edu, Coração de Ouro                           | Neusinha               |                           |
| 1968 | Como Vai, Vai Bem?                             | Teresa                 |                           |
| 1969 | O Anjo Nasceu                                  | Empregada              |                           |
| 1970 | Cuidado Madame                                 | Empregada              |                           |
| 1970 | Sem Essa, Aranha                               | Mulher                 |                           |
| 1970 | É Simonal!                                     | Pauma                  |                           |
| 1970 | O Meu Pé de Laranja Lima                       | Professora Cecília     |                           |
| 1971 | Sangue Quente em Tarde Fria                    | —                      |                           |
| 1971 | O Donzelo                                      | —                      |                           |
| 1971 | O Capitão Bandeira contra o Dr. Moura Brasil   | Gladys                 |                           |
| 1971 | Piranhas do Asfalto                            | —                      |                           |
| 1971 | Lúcia McCartney, uma Garota de Programa        | Prostituta             |                           |
| 1977 | Anchieta, José do Brasil                       | Timbaúba               |                           |
| 1977 | A Agonia                                       | Eva                    |                           |
| 1980 | O Gigante da América                           | —                      |                           |
| 1982 | Rio Babilônia                                  | —                      |                           |
| 1983 | Bar Esperança                                  | Martha                 |                           |
| 1985 | Os Bons Tempos Voltaram: Vamos Gozar Outra Vez | Alzira                 | Segmento: "Sábado Quente" |
| 1985 | Um Filme 100% Brasileiro                       | —                      |                           |
| 1985 | Spray Jet                                      | Lindalva               | Curta-metragem            |
| 1986 | O Bebê                                         | Avó                    | Curta-metragem            |
| 1986 | Brás Cubas                                     | —                      |                           |
| 1988 | Natal da Portela                               | —                      |                           |
| 1991 | A Grande Arte                                  | Mulher sob os outdoors |                           |
| 1991 | Matou a Família e Foi ao Cinema                | Mãe de Bebeto          |                           |
| 1994 | Geraldo Voador                                 | Meusa                  | Curta-metragem            |
| 1995 | O Monge e a Filha do Carrasco                  | Mulher caída           |                           |
| 1996 | Futurando                                      | Cigana                 | Curta-metragem            |
| 2001 | A Breve Estória de Cândido Sampaio             | Sem-teto               | Curta-metragem            |
| 2002 | Liberdade Ainda que à Tardinha                 | Atriz do teatro        | Curta-metragem            |
| 2003 | Apolônio Brasil, Campeão da Alegria            | Dama Babalu            |                           |
| 2006 | Se Eu Fosse Você                               | Cida                   |                           |
| 2007 | Meu Nome É Dindi                               | Dona Carmen            |                           |
| 2008 | Pequenas Histórias                             | Hanna                  |                           |
| 2008 | Casa da Mãe Joana                              | Dona Diamante          |                           |
| 2009 | Se Eu Fosse Você 2                             | Cida                   |                           |
| 2010 | A Alegria                                      | Tia de Luíza           |                           |
| 2012 | Febre do Rato                                  | Stella Maris           |                           |
| 2015 | Tudo Que Deus Criou                            | Da Guia                |                           |
| 2017 | Duas de Mim                                    | Dona Sonja da Silva    |                           |
| 2021 | Já que ninguém me tira para dançar             | Ela mesma              | Documentário              |
| 2022 | Me Tira da Mira                                | Lisiê                  |                           |

### Televisão
| Ano  | Título                   | Personagem              | Notas                                           | Emissora          |
| ---- | ------------------------ | ----------------------- | ----------------------------------------------- | ----------------- |
| 1979 | Plantão de Polícia       | —                       | Episódio: "O Estrangulador da Praça Tiradentes" | Rede Globo        |
| 1981 | Brilhante                | Dinalva                 |                                                 | Rede Globo        |
| 1983 | Bandidos da Falange      | Soninha                 |                                                 | Rede Globo        |
| 1984 | Padre Cícero             | Ifigênia                |                                                 | Rede Globo        |
| 1985 | Grande Sertão: Veredas   | Maria do Padre          |                                                 | Rede Globo        |
| 1987 | Brega & Chique           | Dona Zulmira            |                                                 | Rede Globo        |
| 1988 | Vale Tudo                | Lucimar da Silva        |                                                 | Rede Globo        |
| 1988 | Caso Especial            | Penitente               | Episódio: "Boi Santo"                           | Rede Globo        |
| 1988 | Chapadão do Bugre        | Sinhá Celina            | [ 20 ]                                          | Rede Bandeirantes |
| 1989 | Top Model                | Veridiana (Big Loira)   |                                                 | Rede Globo        |
| 1990 | Meu Bem, Meu Mal         | Eusébia                 | Participação Especial                           | Rede Globo        |
| 1990 | Delegacia de Mulheres    | Detetive Alvarenga      |                                                 | Rede Globo        |
| 1992 | Tereza Batista           | Felipa                  |                                                 | Rede Globo        |
| 1992 | As Noivas de Copacabana  | Rita de Cássia          |                                                 | Rede Globo        |
| 1993 | Fera Ferida              | Lucineide               |                                                 | Rede Globo        |
| 1995 | Você Decide              | Aurora                  | Episódio: "Não Se Pode Ter Tudo"                | Rede Globo        |
| 1996 | Você Decide              | —                       | Episódio: "Pobre Menina Rica"                   | Rede Globo        |
| 1996 | Salsa e Merengue         | Neném                   |                                                 | Rede Globo        |
| 1998 | Corpo Dourado            | Mazinha                 |                                                 | Rede Globo        |
| 1998 | Hilda Furacão            | Cecília Bonfim          |                                                 | Rede Globo        |
| 1998 | Mulher                   | Rita                    | Episódio: "Desejos Incontroláveis"              | Rede Globo        |
| 1998 | A Turma do Pererê        | Empregada da Boneca     |                                                 | TVE Brasil        |
| 1998 | Você Decide              | Cândida                 | Episódio: "O Doce Sabor do Sucesso"             | Rede Globo        |
| 1999 | Você Decide              | Eleutéria               | Episódio: "A Filha de Maria"                    | Rede Globo        |
| 1999 | Você Decide              | —                       | Episódio: "Bruxaria"                            | Rede Globo        |
| 2001 | Um Anjo Caiu do Céu      | Maria José (Zezé)       |                                                 | Rede Globo        |
| 2002 | O Beijo do Vampiro       | Gracinda                |                                                 | Rede Globo        |
| 2004 | Senhora do Destino       | Dona Mimi               | Participação Especial                           | Rede Globo        |
| 2005 | A Lua Me Disse           | Naíde                   |                                                 | Rede Globo        |
| 2006 | A Diarista               | Tia Palmira             | Episódio: "Números Primos"                      | Rede Globo        |
| 2006 | Sítio do Picapau Amarelo | Fátima                  | 2 episódios                                     | Rede Globo        |
| 2006 | Prova de Amor            | Mãe de Elza             | Participação Especial                           | RecordTV          |
| 2008 | Guerra e Paz             | Zoraide                 |                                                 | Rede Globo        |
| 2008 | Negócio da China         | Lucivone                |                                                 | Rede Globo        |
| 2008 | Beleza Pura              | Romena                  |                                                 | Rede Globo        |
| 2009 | Toma Lá, Dá Cá           | Sundaí                  | Episódio: "Entre Quatro Paredes"                | Rede Globo        |
| 2009 | Caminho das Índias       | Glorinha                | Participação Especial                           | Rede Globo        |
| 2010 | A Vida Alheia            | Nadir                   | Episódio: "A Babá"                              | Rede Globo        |
| 2011 | Aquele Beijo             | Eveva                   |                                                 | Rede Globo        |
| 2014 | As Canalhas              | Luciene                 | Episódio: "Luciene, A Babá de Confiança"        | Rede Globo        |
| 2014 | Sexo e as Negas          | Fumaça                  |                                                 | Rede Globo        |
| 2016 | Pé na Cova               | Dra. Elisabete Tazcanha |                                                 | Rede Globo        |

## Teatro[22]
- 1959/1960 - O Mambembe, de Artur Azevedo
- 1960 - Cristo Proclamado, de Francisco Pereira da Silva
- 1962 - Bonitinha, mas Ordinária, de Nelson Rodrigues
- 1962 - O Chão dos Penitentes
- 1967 - Sabiá 67, de Gastão Tojeiro
- 1968 - Abre a janela e deixa entrar o ar puro e o sol da manhã, de Antônio Bivar
- 1969 - As Relações Naturais, de Qorpo Santo
- 1970 - Romina e Julien, de Charles Dyer
- 1970 - Jorginho, o Machão, de Leilah Assumpção
- 1984 - Era uma Vez em Ipanema, de sua autoria com Domingos Oliveira
- 1986 - Rita Formiga, de sua autoria com Domingos Oliveira
- 1994 - Anjo Negro, de Nelson Rodrigues
- 2006 - Rita Formiga, de sua autoria com Domingos Oliveira
- 2011 - A Lição e A Cantora Careca, de Eugène Ionesco

## Prêmios e indicações
| Ano  | Associações                         | Categoria                                   | Nomeações     | Resultado | Ref.   |
| ---- | ----------------------------------- | ------------------------------------------- | ------------- | --------- | ------ |
| 2012 | Troféu Top of Business              | Destaque do Ano — Melhor Atriz em Televisão | Aquele Beijo  | Venceu    | [ 23 ] |
| 2013 | Prêmio Guarani de Cinema Brasileiro | Melhor Atriz Coadjuvante                    | Febre do Rato | Indicada  | [ 24 ] |
| 2018 | Festival de Cinema de Vitória       | Troféu Vitória (Conjunto da Obra)           | —             | Venceu    | [ 25 ] |
| 2023 | Prêmio APTR de Teatro               | Homenagem (Conjunto da Obra)                | —             | Venceu    | [ 26 ] |